# Sithové (rasa)
Sithové (známí i jako Rudí Sithové nebo Čistokrevní Sithové, v angličtině jako Sith Pureblood) byli rasou humanoidů z temné planety Korriban ve světě Star Wars. Pověstní byli především pro svou inklinaci k temné straně Síly.

## Charakteristika a vzhled
Sithové tvořili na Korribanu hrdé společenství válečníků, z nichž velká část byla citlivá na Sílu. Sithové byli podobně jako ostatní tvorové žijící na Korribanu pod silným vlivem temné strany Síly, jež určovala jejich způsoby a s níž takřka žili v symbióze a čerpali z ní i svou životní sílu a moc. Bylo téměř nemožné nalézt mezi Sithy někoho, kdo vůbec nepoužíval Sílu.
Sithové měli kůži zbarvenou do ruda a v obličeji z ní čněly kosterní výrůstky. Mladí jedinci měli rudé zbarvení bledé, někdy laděné až do šediva. Jejich celkové vzezření působilo dost predátorským dojmem, zejména díky malým růžkům na lebce, špičatým zubům a žlutě zářícím očím. Sithové měli na rukou i nohou pouze tři prsty zakončené drápy a převážná část populace byla leváky.

## Historie
Rasa Sithů se postupně vyvíjela od roku 100 000 BBY na Korribanu v mocnou civilizaci, kterou v letech 28–27 000 BBY navštívili dobyvační Rakatové. Ti rovněž využívali jako zdroj své moci temnou stranu Síly a pomohli Sithům technicky se zdokonalit a rozšířit se na okolní světy a na druhou domovinu Ziost. Brzy sithskému králi Adasovi došlo, že je Rakatové využívají a plánují jejich rasu zotročit jako ostatní rasy v jejich Nekonečném impériu, což nemohla sithská pýcha připustit. Vyhlásil jim proto válku, kterou vyhrál a vetřelce z Korribanu vyhnal. Povedlo se mu také obsadit několik Rakaty kolonizovaných světů, např. Ziost, jež anektoval ke svému Impériu. Sám však v jedné z rozhodujících bitev padl. Po jeho smrti se sice Rakatové stáhli, ale sithská civilizace se bez mocného vůdce prakticky rozpadla a Sithové upadli do několik milénií trvající krvavé občanské války o moc.
V letech 7 000 BBY se na Korriban dostala skupina vypovězených rytířů Jedi, kteří byli velmi mocnými uživateli temné strany, a degenerující rasu Sithů ovládli. Korriban byl po válce, jež vedl Dathka Graush proti svým soukmenovcům, zcela zpustošený. Prostřednictvím smíšených svazků mezi Sithy a temnými Jedi vznikla nová sithská civilizace prahnoucí po nejlepším poznání temné strany a po moci nad známou galaxií. Tato událost tak dala vzniknout řádu, jež tvořil přímou protiváhu uživatelům světlé strany Síly, Jediům. Tak začala i éra nazývaná zlatým věkem Sithů. Čistokrevných Sithů však po staletích křížení zbylo jen málo (kříženci se lišili např. čtyřmi prsty nebo jinými barvami kůže nebo chybějícími výrůstky). V tomto zlatém věku však čistokrevní Sithové byli již jen pouhými otroky nebo sluhy. Moc nad Impériem měli většinou kříženci Sithů s temnými Jedi. Zlatý věk skončil s prohranou Velkou hyperprostorovou válkou, na jejímž konci byla celá rasa téměř vyhlazena Jedii a Republikou. Příčinou prohry byly především vnitřní rozbroje zejména mezi Naga Sadowem a Ludo Kresshem.
Tuto genocidu v Impériu přežilo pouze pár příslušníků sithské rasy, mezi nejvýznamnější patřil Sithský imperátor, jenž se stáhnul na neznámou planetu Dromund Kaas, aby obnovil Sithské impérium a pomstil se Jediům. Po mnoha dalších prohraných válkách se ještě více ztenčily jak počty čistokrevných Sithů, tak hybridů. Rasu drželo nad vodou ještě mnoho dalších tajných sekt hybernujících v hlubinách vesmíru, avšak v roce 44 ABY byla tato rasa definitivně prohlášena za vyhynulou, včetně všech poddruhů a kříženců.

## Sithské kasty
Sithská společnost uplatňovala v době před křížením s lidskými Jedii kastovní rozdělení.
- Kasta Grotthu – nejnižší kasta sithských otroků, častokrát uctívali své Pány jako své bohy a nechávali se pro ně obětovat. Když jeho sithský pán zemřel, byl společně s ním jeho otrok Grotthu pohřben zaživa.
- Kasta Zugurak – jedná se o kastu vědců a konstruktérů zbraní, droidů a válečných strojů.
- Kasta Massassi – kasta obzvláště fyzicky zdatných a vysokých čistokrevných Sithů, mírně geneticky modifikovaných. Působili jako vojáci a byli známí svou zuřivostí a loajalitou vůči svému Temnému pánovi ze Sithu.
- Kasta Kissai – kněží, kteří věnovali nejvíce času studiem a pochopením podstaty temné strany Síly. Praktikovali dávná umění sithské černé magie a alchymie. Byli stejně krutí jako Massassiové, avšak na rozdíl od nich byli méně fyzicky zdatní, zato však více inteligentní.

## Významní příslušníci sithské rasy
- Adas
- Sek'nos Rath
- Dathka Graush
- Ludo Kressh
- Marka Ragnos
- Naga Sadow
- Ravilan Wroth
- Simus
- Valik Kodank
- Vowrawn
- Vitiate (Sithský imperátor)